# Hospitality Club
Hospitality club (с англ. — «Клуб гостеприимства») — одна из самых крупных гостевых сетей (существует в виде онлайн-службы). Она существует с июля 2000 года и в настоящее время объединяет более 320000 членов из более чем 200 стран.
Главная цель сообщества — создать мир без предрассудков и расизма, развивать толерантность и взаимопонимание, знакомя и объединяя людей разных национальностей и культур — путешественников и аборигенов, гостей и хозяев.
Проект поддерживается группой добровольцев.

## История проекта

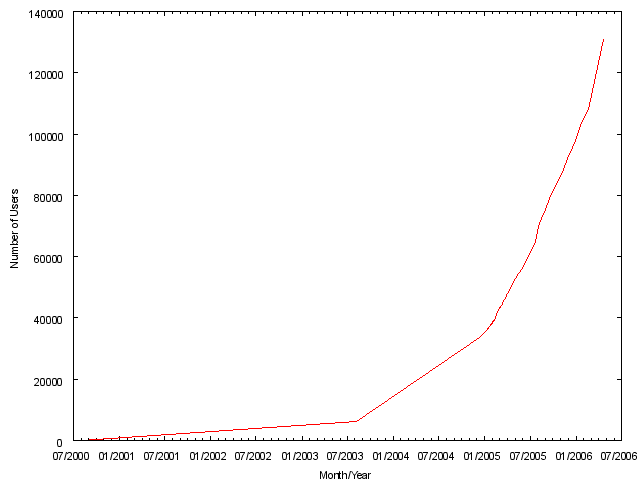
Увеличение количества пользователей, Июль 2000 — Апрель 2006. Начиная с декабря 2004 данные обновлялись ежедневно. Данные о численности общества до декабря 2004 основаны на апроксимации, опубликованной Hospitality Club.

Проект был основан Файтом Кюне (Veit Kühne) в 2000 году при поддержке друзей и семьи. Hospitality Club является преемником первого интернет сообщества по обмену гостеприимством Hospex, которое было основано ещё в 1992 и ныне не активно.
Hospitality Club был создан на основе уже существовавшей студенческой сети знакомств AFS. Основные правила проекта были навеяны правилами сети Sight общества Mensa.
Со времени основания в 2000 году количество участников возрастало по экспоненте.
Сообщения о Hospitality Club появлялись в зарубежных средствах массовой информации: на немецком телеканале ZDF, интернет-сайтах и в газетах.
В 2020 году на сайте www.hospitalityclub.org открывается только стартовая страница, все ссылки с неё ведут за несуществующие страницы.

## Принципы функционирования
Регистрация и участие в проекте бесплатны. Заполняется профиль члена Клуба, в котором указываются паспортные данные и другая информация (о своих хобби, о своих прошлых туристических поездках и т. д.), и обязательно, о возможности и условиях для приема других членов сообщества в гости. Паспортные данные выводятся в общий просмотр только по пожеланию.
Члены сети добровольно предоставляют друг другу помощь и ночлег во время путешествий и организуют совместные путешествия и экскурсии. Просить денег за эти услуги запрещено правилами сообщества (однако, по взаимной договорённости, иногда гости платят за телефон или еду).
Каждый член сети может оставить комментарий о гостившем у него туристе или о принимавших его хозяевах прямо у них в профиле. Человека, получившего много негативных отзывов, начинают сторониться. Также, для обеспечения безопасности в сообществе, добровольцы проводят проверку паспортных данных, модерацию сообщений и фильтровку спама.
При помощи общих форумов на сайте участники обсуждают свои поездки, делятся впечатлениями, организуют встречи и лагеря.
Несмотря на то, что Клуб гостеприимства считается некоммерческой организацией, на сайте присутствует контекстная реклама AdWords.

## Критика
Руководство Клуба гостеприимства часто критикуется активными участниками проекта. Самый популярный объект критики — полуавтоматическая фильтровка спама. Для того, чтобы нежелательные сообщения не распространялись по сети, специально отобранные добровольцы проверяют и подтверждают исходящую от каждого пользователя почту. Из-за таких проверок сообщения часто запаздывают.
В конце 2006 — начале 2007 года конфронтация руководства Клуба с большой группой активных добровольцев привела к основанию новой гостевой сети — Bewelcome, и вскоре анкеты нескольких активистов нового сообщества были стерты из Клуба гостеприимства. К конфронтации привело неприятие таких принципов функционирования сообщества, как: наличие лидера проекта, который контролирует команды добровольцев, отсутствие юридической регистрации, непрозрачность финансовых дел, закрытость программного кода.